# Giedrius Titenis
Giedrius Titenis (ur. 21 lipca 1989 w Onikszty) – litewski pływak, brązowy medalista mistrzostw świata, medalista mistrzostw Europy.
Specjalizuje się w stylu klasycznym. Na mistrzostwach świata w Rzymie w 2009 roku zdobył brązowy medal, co jest jego największym sukcesem.
Uczestnik igrzysk olimpijskich w Pekinie (2008) na 100 m stylem klasycznym (12. miejsce) oraz w Londynie (2012) na 100 (8. miejsce) i 200 m żabką (11. miejsce).